# Samres
Samres är ett företag som specialiserat sig på att driva beställningscentraler för främst färdtjänst, sjukresor och annan anropsstyrd trafik. 
Samres ansvarar för färdtjänst i 120 svenska kommuner, en norsk kommun (Oslo), sjukresor i åtta landsting samt närtrafik och kompletteringstrafik åt fem trafikhuvudmän. Årsomsättningen var 595 miljoner kronor 2010. Samres slogan är "Vi gör det möjligt för alla att komma ut i samhället". 
Samres uppdragsgivare bestämmer vilka regler och kvalitetskrav som gäller för bokning och samordning för resor. Samres AB har även ett uppdrag i Oslo, Norge och har tagit över efter Konsentra. Samres sysselsätter cirka 325 personer på 8 orter i Sverige och har dessutom verksamhet i Estland, Senegal och Moldavien.
Samres finns på följande platser:
- Lund (huvudkontor)
- Helsingborg
- Falköping
- Eskilstuna
- Ludvika
- Norrköping
- Oslo (Norge)
- Tartu (Estland)
- Chisinau (Moldavien)
- Dakar (Sénégal)

## Historik

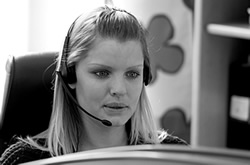
Beställningsmottagare på Samres

Samres startade sin verksamhet 1994 med ett uppdrag i lundaregionen och för Karlstad kommun med beställningscentral i Gällivare. Redan samma år utökades verksam heten med ett uppdrag åt Helsingborgs stad. I samband med detta övertog företaget också en beställningscentral i Helsingborg.
- År 1997 erhöll Samres ett uppdrag av Länstrafiken Skaraborg och etablerade verksamhet i Skövde / Falköping.
- År 1998 tillkom ett uppdrag i Sörmland. Beställningscentralen i Gällivare lades då ner och en större central etablerades i Eskilstuna. Samma år vann Samres uppdraget med färdtjänsten i Norrköping och etablerade en beställningscentral där.
- År 2000 utvidgades verksamheten till Linköping. Vidare erhöll företaget uppdraget att sköta trafikupplysning och viss kundservice åt Östgötatrafiken. Verksamhet etablerades i Linköping.
- År 2002 fördubblades företagets verksamhet i Skåne varför en kraftig utbyggnad och omstrukturering ägde rum i Helsingborg.
- År 2003 förnyades avtalet i Västra Götaland och Samres övertog en beställningscentral i Partille.
- År 2004 startar Samres upp en beställningscentral i Tartu, Estland. Det här är en framtidssatsning för Samres. Den nya centralen i Estland skapar möjligheter att ta uppdrag även inom andra områden och på nya marknader. Tanken är att den nya centralen ska vara ett komplement och en backup för att upprätthålla servicenivån om det blir problem vid någon av Samres svenska beställningscentraler.
- År 2005 fick Samres uppdraget att sköta en del av färdtjänsten för  Stockholms läns landsting. Verksamheten sköts via beställningscentralen i Tartu. Under samma år tillkom uppdrag åt Lunds kommun gällande färdtjänsten i Lunds kommun. Samres erhöll även uppdraget år Gotlands kommun. I Gotlandsuppdraget ingår färdtjänstresor, sjukresor, viss linjetrafik bland annat Plustrafik, tjänsteresor samt förvaltningsresor.
- På grund av ny upphandlig i Skåne förlorar Samres uppdraget i nordvästra Skåne till en annan entreprenör.
- År 2006 tillkom uppdragen med att sköta jourverksamhet åt Jämtland och Kronobergs län.
- År 2007 tillkom uppdrag att sköta sjukresor, färdtjänst och närtrafik åt AB Dalatrafik. Beställningscentralen i Falköping utökas med sjukresor för Göteborg, Härryda och Mölndals kommuner.
- År 2008 fick Samres utökat uppdrag åt Färdtjänsten i Stockholm samt att driva beställningscentral för särskild kollektivtrafik i Gävleborgs län.
- År 2009 fick Samres förnyat förtroende av Västtrafik Anropsstyrd Trafik AB, samt av Region Skåne för uppdraget Östra Skåne. Dessutom utökades uppdraget i Skåne med nattjour för Nordvästra Skåne.
- År 2009 valde Stockholms landsting att inte förlänga sitt avtal med Samres[5].
- År 2012 fick Samres fortsatt förtroende av Oslo kommun[6] att sköta beställningarna.

## Personal
Samres rekryterar personal i Senegal och utbildar studenter på åtta månader i att lära sig svenska och att ta mot samtal från Samres svenska kunder. Samres har tidigare fått kritik för att deras utlandsanställda pratar för dålig svenska. I Senegal går man grundligt tillväga för att säkerställa att alla som tar emot samtal från Sverige kan prata och förstå svenska.

## Fotnoter
1. ↑  ”Samres Aktiebolag”. Alla Bolag. http://www.allabolag.se/5564337417/Samres_AB. Läst 23 april 2012.
2. ↑  ”Samres.se förstasida”. Samres AB. http://www.samres.se. Läst 23 april 2012.
3. ↑  ”Nytt förvärv i PEQ Invest I – Samres AB”. PEQ AB. Arkiverad från originalet den 7 oktober 2011. https://web.archive.org/web/20111007224733/http://www.peqab.se/nytt-forvarv-i-peq-invest-i-%E2%80%93-samres-ab/. Läst 21 juli 2011.
4. 1 2  ”Om Samres”. Samres AB. Arkiverad från originalet den 15 maj 2012. https://web.archive.org/web/20120515085449/http://www.samres.se/om-samres. Läst 23 april 2012.
5. ↑  ”Avtal med Beställningscentraler förlängs inte”. SLL. Arkiverad från originalet den 7 mars 2012. https://web.archive.org/web/20120307192656/http://www.fardtjansten.sll.se/sv/Arkiv/Nyheter1/Fardtjanstens-avtal-med-Bestallningscentraler-forlangas-inte--/. Läst 23 april 2012.
6. ↑  ”Endringer i TT-tjenesten fra 1. april 2012”. Oslo kommun. http://www.velferdsetaten.oslo.kommune.no/ttkort/nytt_i_tt_fra_1_april_2012/. Läst 23 april 2012.[död länk]
7. ↑  ”Färdtjänst kan styras från Afrika”. Sydsvenskan. Arkiverad från originalet den 19 augusti 2012. https://web.archive.org/web/20120819223711/http://www.sydsvenskan.se/sverige/fardtjanst-kan-styras-fran-afrika. Läst 23 april 2012.
8. ↑  ”De hårdtränas i Senegal - för svensk färdtjänst”. Expressen. http://www.expressen.se/nyheter/de-hardtranas-i-senegal---for-svensk-fardtjanst/. Läst 23 april 2012.